# Zygaena transalpina
Zygaena transalpina là một loài bướm đêm thuộc họ Zygaenidae.

## Phân bố
Loài này sống ở Áo, Andorra, Bỉ, Croatia, Pháp, Đức, Ý, Liechtenstein, Luxembourg, Slovenia, Tây Ban Nha, Thụy Sĩ, Bosna và Hercegovina. Dễ bắt gặp loài này ở nơi đạt độ cao trên 2000 m tại dãy Alps.

## Phân loài
Loài này gồm các phân loài sau:
- Zygaena transalpina transalpina
- Zygaena transalpina alpina Boisduval, 1834
- Zygaena transalpina altitudinaria Turati, 1910
- Zygaena transalpina annae Aistleitner, 1979
- Zygaena transalpina astragali (Borkhausen, 1793)
- Zygaena transalpina bavarica  Burgeff, 1922
- Zygaena transalpina centralis  Oberthur, 1907
- Zygaena transalpina centricataloniae  Burgeff, 1926
- Zygaena transalpina centripyrenaea  Burgeff, 1926
- Zygaena transalpina collina  Burgeff, 1926
- Zygaena transalpina curtisi  Tremewan, 1961
- Zygaena transalpina dufayi  Dujardin, 1965
- Zygaena transalpina emendata  Verity, 1916
- Zygaena transalpina gulsensis  Daniel, 1954
- Zygaena transalpina helvetica  Bethune-Baker & Rothschild, 1921
- Zygaena transalpina hilfi  Reiss, 1922
- Zygaena transalpina hippocrepidis  Hübner, 1799
- Zygaena transalpina intermedia  Rocci, 1914
- Zygaena transalpina jugi  Burgeff, 1926
- Zygaena transalpina latina  Verity, 1920
- Zygaena transalpina maritima  Oberthur, 1898
- Zygaena transalpina marujae  Tremewan & Manley, 1965
- Zygaena transalpina miltosa  Candeze, 1883
- Zygaena transalpina philippsi  Romei, 1927
- Zygaena transalpina provincialis  Oberthur, 1907
- Zygaena transalpina pseudoalpina  Turati, 1910
- Zygaena transalpina rupicola  Rocci, 1936
- Zygaena transalpina sorrentinaeformis  Rocci, 1938
- Zygaena transalpina splugena  Burgeff, 1926
- Zygaena transalpina subalticola  Rocci, 1918
- Zygaena transalpina tenuissima  Burgeff, 1914
- Zygaena transalpina tilaventa  Holik, 1935
- Zygaena transalpina xanthographa  Germar, 1836